# Даглас Y1B-7
Даглас Y1B-7 (енгл. Douglas Y1B-7, касније преименован у Даглас B-7) је био амерички бомбардер из периода између Првог и Другог свјетског рата. 

## Развој
Први лет прототипа је изведен 1931. године и био је новитет као први амерички једнокрилни бомбардер. Произведен је у двије главне верзије: Y1B-7 (касније B-7) бомбардер и Y1O-35 (O-35) осматрачки авион.

## Употреба
Главна улога је била тренирање посада за бомбардерске авионе, и превоз поште у току штрајка поштара САД 1934. године. Тад су изгубљена 4 авиона у несрећама. Авион је производила фабрика Даглас од 1930. до 1933. и произведено је укупно 8 примерака ових авиона. Кориштен је до 1939. 

## Карактеристике
- Врста авиона: бомбардер и извиђач
- Посада: 4
- Први лет прототипа: 1931.
- Уведен у употребу:
- Крај употребе: 1939.
- Произвођач: Даглас

Димензије
- Дужина: 13.9
- Распон крила: 19.9
- Висина: 3.7
- Површина крила: 57.71
- Аеропрофил крила:

Масе
- Празан: 2,503
- Оптерећен: 4,515
- Највећа полетна маса: 5,070

Погонска група
- Мотори: два, Кертис В-1570 (Curtiss V-1570-27 "Conqueror"), 504 kW, 675 КС сваки
- Однос снага/тежина: 224

## Летне особине
- Највећа брзина: 293
- Крстарећа брзина: 254
- Радијус дејства: око 330
- Највећи долет: 549 , 1,020
- Оперативни врхунац лета: 6,200
- Брзина пењања: 5.8

## Наоружање
- Стрељачко: 2× .30 in (7.62 mm) М1919 митраљези (M1919 Browning)
- Бомбе: до 544